# Centaures de Grenoble
Stade
Maillots
Champion 1988, 2024 en D2 
 2004 en D3
Saison en cours
Les Centaures de Grenoble sont un club sportif français de football américain fondé en 1985 et basé à Grenoble.
Il possède également une section de flag et de cheerleading.
Le club reste en second division après son titre de champion de France D2 en 2024, par décision de la fédération.

## Le club
Classé 12e club en France en 2017, le club possède une équipe senior, une équipe réserve senior, une équipe junior, une section cadet, une section féminine et une section « cheerleading ».
Depuis 2014, les Centaures ont également rouvert une section flag dont l'équipe senior évolue en Division 1 nationale.
Certains joueurs des Centaures ont connu un parcours professionnel :
- Philippe Gardent : Il débute dans le club à l'âge de 17 ans, joue en 2006 avec les Washington Redskins (NFL). L'année suivante il est remercié pendant le camp d'entraînement des Panthers de la Caroline l'année suivante.
- Thibaut Giroud : Il débute au club comme junior en 1991 avant d'intégrer l'effectif des Barcelona Dragons en WLAF.
- Anthony Dablé : Il débute au club comme junior en 2007. Il joue avec les New Yorker Lions de Brunswick en GFL de 2014 à 2016, intègre le camp d'entraînement des New-York Giants (NFL) en 2016 mais n'est pas retenu dans le roster final ni dans celui des Atlanta Falcons (NFL) en 2017.
- Baptiste Pollier : Il débute au club comme senior en 2020. Il joue avec University of Ottawa Gee-Gees (U-Sports) en U-Sports en 2021 à 2024, il a été sélectionné comme agent libre mondial par Toronto Argonauts (CFL).

## Palmarès

### Titres et trophées
| Compétitions internationales                            | Compétitions nationales | Compétitions de jeunes |
| ------------------------------------------------------- | --- | --- |
| - Coupe d’Europe (EFAF Cup) - Demi-finaliste (1) : 2012 | - Championnat de France D1 - Vice-Champion (1) : 2011 - Championnat de France D2 - Champion (2) : 1988, 2024 - Vice-champion (3) : 1997, 2010, 2018 - Championnat de France D3 - Champion (1) : 2004 | - Championnat de France Junior - Vice-champion (2) : 1991, 1992 - Championnat de France U19 - Champion (1) : 2009 - Championnat de France Cadet - Vainqueur (1) : 1990 |

### Détail des titres
| Compétition              | Date de la finale | Vainqueur             | Score | Finaliste                         | Lieu de la finale            |
| ------------------------ | ----------------- | --------------------- | ----- | --------------------------------- | ---------------------------- |
| Championnat de France D2 | 3 avril 1988      | Centaures de Grenoble | 7-6   | Ours de Toulouse                  | Gagny                        |
| Championnat de France D3 | 23 mai 2004       | Centaures de Grenoble | 28-14 | Mousquetaires du Plessis-Robinson |                              |
| Championnat de France D2 | 22 juin 2024      | Centaures de Grenoble | 28-13 | Diables Rouges de Villepinte      | Stade Lesdiguières, Grenoble |

## Histoire

### Les débuts (1984 - 1985)
Fin 1984, le football américain n'existe en France que depuis 4 ans. Jacques Forestier prend l'initiative de créer une structure à Grenoble, en relation avec Amerfoot, une ligue Européenne récemment créée. À l'origine, le club envisage de s'appeler les « Anges Exterminateurs » mais ce nom est rapidement abandonné pour celui de « Cobras de Grenoble ». Il rejoint par la suite et dans le sillage des Anges Bleus de Joinville, la première Fédération française de football américain (qui ne possède encore pas la délégation de pouvoir du ministère de la Jeunesse et des Sports) mais ne sera jamais affilié officiellement et à la suite de problèmes de gestion, les Cobras de Grenoble disparaîtront au printemps 1985 pour laisser place aux Centaures.

### Naissance des centaures (1985)
Ce sont les joueurs et entraîneurs issus des Cobras qui prennent l'initiative de créer le premier club de Football Américain à Grenoble, lequel s'affilie à la Fédération Française de Football Américain (F.F.F.A.). La date de création au Journal Officiel est le 6 mai 1985 mais c'est au cours de l'Assemblée Générale constitutive qui a lieu le 18 avril 1985 (au « Petit Bide », Avenue Rochambeau à Grenoble), que le nom de « Centaures » est officiellement adopté à la suite d'un vote. En l'absence de volontaire pour occuper la Présidence, c'est l'un des deux Vice-Présidents qui est désigné pour occuper le poste. Le premier bureau est donc constitué de Laurent Lambert (Président), Philippe Coing-Maillet (Vice-Président), Bruno Barroyer (Secrétaire Général) et Vincent Auletto (Trésorier).
Les responsabilités sportives sont confiées à Marc « Slim » Fellows (pianiste et bluesman franco-américain installé à Grenoble), à Marek Blasczinsky (franco-polonais, stomatologue récemment installé à Grenoble et ancien joueur du Spartacus, des Anges Bleus et des Jets) et plus tard à Jeff Farrar (américain en déplacement professionnel à Grenoble, ancien joueur du championnat universitaire ayant participé au Rose Bowl).
En quelques semaines les premiers contacts sont noués avec les institutions et le landerneau du football américain régional, les Titans de Saint-Étienne (futurs Giants) et les Samouraïs de Lyon (ex-Hawks de Villefontaine).
Le premier match a lieu le 2 juin 1985 au Stade Vuillermet de Lyon contre les Samouraïs (Lyon gagne 26-0, le QB des Centaures était Christian Guérini).
Le premier match à domicile a lieu le 7 juillet 1985 au Stade Lesdiguières de Grenoble dans le cadre de la « Quinzaine Américaine » (manifestation organisée par Mme France Deblaëre, marraine du Club). Un tournoi voit s'opposer les Jets de Paris (Champions de France en titre), les Samouraïs de Lyon et les Centaures de Grenoble. Les Jets l'emportent, les Centaures seront 3e et dernier, n'inscrivant aucun point (QB : Christian Guérini).
Les premiers points seront inscrits lors du match suivant au Parc de Parilly, toujours contre les Samouraïs, par l'intermédiaire de L. Lambert (victoire de Lyon, 54-6, le QB étant Marc Fellows). Les Centaures de Grenoble est le plus vieux club de province encore en activité sous le même nom.

### Premiers pas en championnat
La première rencontre officielle se déroula le 3 novembre 1985 au stade Teisseire (stade Raymond Espagnac aujourd'hui) pour le compte du championnat de France de deuxième division, récompensé alors par le Casque d'Argent.
Ce match opposa les Centaures aux Argonautes d'Aix en Provence (club alors membre de l'Aix Université Club). Les provençaux, présidés par Claude Miraval et coachés par le canadien de Toronto Chuck Weir, l'emporteront sur le score de 14 à 6.
Pour l'anecdote, initialement, les Argonautes avaient jeté leur dévolu sur le nom de Centaures, les grenoblois s'étant affiliés antérieurement (à quelques jours près) à la FFFA, ceux-ci durent opter pour une autre solution et c'est ainsi qu'ils adoptèrent le nom des compagnons de Jason. Bien qu'elle ne fût que le fruit d'un concours de circonstances, cette situation alimenta une rivalité toute sportive mais encore vivace, longtemps à l'avantage des sudistes devenus rapidement l'un des clubs les plus titrés en France et le représentant phare de la province,
Les Centaures connaîtront des débuts plus difficiles, tout d'abord face à des adversaires régionaux plus expérimentés tels que les Samouraïs de Villeurbanne ou les Titans (puis Giants) de Saint-Étienne mais également face aux adversaires venus du sud tels que les Eagle's Med de Nice, les Ours (Pyrénéens initialement) de Blagnac (Toulouse), les Dolphins d'Antibes, les Wolfmen de Montpellier ou les Gladiateurs Catalans de Perpignan. Les championnats 85-86 et 86-87 furent douloureux pour les Grenoblois malgré un tour de playoff joué et perdu 40-14 à Vitrolles contre les Argonautes lors de la saison 86-87 qui verra les provençaux remporter le titre cette année-là.
Les Centaures ne connaîtront leur première victoire qu'en 1986 au cours d'un match amical contre la tout aussi jeune équipe des Siberians de Pontarlier.
C'est le 11 octobre 1987, alors qu'ils accueillent les Seahawks de Genève lors d'un match de présaison au Stade Lesdiguières (victoire 7-6) que les Centaures réussirent à convaincre Max Gordon Lee (qui travaillait sur le site grenoblois de Hewlett Packard) de les coacher.
Mais la chance des Centaures fut l'arrivée conjointe de nombreux joueurs en 1987. Avec la naissance d'une cinquième chaîne télévisée (La 5 de Silvio Berlusconi) et la (multi)diffusion de matchs de la NFL (commentés par Roger Zabel) de nombreux jeunes grenoblois furent séduits par le football américain et, simultanément, les Centaures prirent pignon sur rue par l'intermédiaire d'une boutique spécialisée en sports américain (disparue depuis) installée au 10 boulevard Gambetta à Grenoble.
C'est également grâce à cette "vitrine" que le club grenoblois enregistra l'arrivée de David Wachter qui accompagnait son épouse durant un cycle universitaire dans la capitale des Alpes, lequel se proposa de jouer d'abord, puis rapidement d'assister Max Lee. Issu de Dartmouth Collège, David l'était également d'une lignée de coachs passionnés. Il fut rejoint un peu plus tard par Andrew Greene un physicien américain, chercheur au CEA, avec lequel il constitua le premier vrai coaching staff des Centaures.
Signalons que durant le premier semestre1987, un deuxième club était sur le point de se créer à Grenoble. Il s'agissait des Pharaons qui, sous la houlette de Nicolas Tomasini, un jeune tennisman grenoblois passionné de sports américains, commençait à recruter, en particulier à l'UEREPS (STAPS aujourd'hui) de l'Université de Grenoble. Ayant vent de cela, les dirigeants des Centaures sollicitèrent une entrevue avec les Pharaons et ensemble ils considérèrent qu'il serait plus productif de "fusionner". C'est ainsi que les Centaures introduisirent leur troisième couleur (après le bleu marine et le blanc originaux), le orange (car les Pharaons avaient adopté les couleurs des Denver Broncos de l'époque) qui deviendra rouge en 1989 année du bicentenaire de la révolution (dont Grenoble fut le berceau avec la célèbre Journée des Tuiles). Les Centaures furent tentés, un temps, de se renommer 89emes en référence à cet épisode de l'Histoire (et accessoirement aux 49ers de San Francisco alors dominants en NFL).

### Premier titre (1988)
C'est contre toute attente, à l'issue de la saison 1987-1988, pour leur troisième année d'existence, que les Centaures écriront la première ligne de leur palmarès.
Engagés dans le Casque d'Argent (2e division à cette époque) pour la troisième année consécutive les Centaures remportent leurs trois rencontres en phase de poule face aux Crocs-Blancs de Lyon (30-0 le 9 avril 1988 au stade Teisseire), aux Dragons de Draguignan (21-19 au stade Lesdiguières le 8 mai 1988), et aux Arc-en-Ciel Phocéens de Marseille (0-42 au stade Vallier à Marseille le 22 mai 1988).
Qualifiés pour les playoffs, les grenoblois accueillent les Fighters de Croissy-sur Seine le 29 mai 1988 au stade Teisseire pour les 1/4 de finale. Les Centaures l'emportent 40 à 0 et se qualifient pour les demi-finales.
C'est lors d'un périple à Lille, le 5 juin 1988, contre les Rams qui ont survolé le championnat jusque-là que les Centaures vont décrocher leur billet pour la finale au terme d'un match serré et haletant, remporté dans les dernières minutes par les grenoblois sur une passe du quarterback Stéphane Alberola complétée par Cambiz Bahri dans la end-zone lilloise malgré la présence sur la balle de deux défenseurs. L'arbitre Pierre Pagnon validera logiquement l'avantage de la possession à l'attaquant grenoblois, permettant ainsi aux Centaures de gagner 14-19.
La finale a lieu le 19 juin 1988 à Gagny. Elle oppose les Centaures aux Ours de Blagnac qui ont également écrasé leurs adversaires tout au long de la saison, en particulier grâce à leur jeu de courses et à la puissance physique des deux côtés du ballon, ce qui est encore aujourd'hui leur marque de fabrique, héritée de la prégnance de nombreux rugbymen parmi leurs joueurs. Lors de leur précédente et unique confrontation un an auparavant lors d'un match exhibition à Bollène (84) les Ours avait écrasé les Centaures 48 à 11.
Cette finale restera indécise jusqu'au bout, les défenses prenant le pas sur les attaques tout le long du match. Les Ours trouveront la faille les premiers au terme d'une de leurs nombreuses longues courses en scorant un touchdown qu'ils ne parviendront pas à transformer (6-0). Peu avant la mi-temps, Stéphane Alberola, le quarterback grenoblois auteur d'un match totalement maitrisé, complète une passe sur son tight-end et ami Claus Drexel, permettant aux Centaures de se retrouver à proximité de l'en-but des Ours et c'est sur une course de 6 yards de Laurent Lambert qu'ils parviennent à égaliser. La transformation au pied est réussie par Dominique Brizard, les Centaures passent devant à la pause (6-7). Le score ne changera plus en 2e mi-temps malgré de nombreux turnovers et de tout aussi nombreux big plays tant offensifs que défensifs.

### L'âge d’or
Durant sa saison 2009-2010, l'équipe accède à la finale nationale de Division 2 où elle est défaite par les Molosses d'Asnières sur le score de 27 à 24. Elle remporte cependant son match de barrage contre les Iron Masks de Cannes et accède ainsi à la Division 1.
Durant la saison 2010-2011, leur ascension en Élite est légèrement ternie par 2 défaites : contre les Spartiates (7 à 35) et le Flash (16 à 44). Malgré ces 2 défaites et un nul (41 partout contre les Cougars de Saint-Ouen l'Aumône), les Centaures accèdent aux séries éliminatoires. Ils battent au stade Lesdiguières les Argonautes 36 à 15 en demi finale et accèdent à la finale du Casque de Diamant qui se joue le 18 juin 2011 contre le Flash. Cette finale à Charlety se solde par une défaite sur le score de 27 à 45. Au terme de la saison, le quarterback canadien des Centaures Charles-Antoine Sinotte est élu meilleur joueur étranger du championnat Élite de football américain.
L'excellente saison 2011 permet au club d'accéder à la Coupe d’Europe (EFAF Cup). Les footballeurs américains grenoblois font leur entrée sur la scène européenne avec la réception, au Stade Lesdiguières, des Espagnols des Fire Bats de Valence. Les Centaures gagnent aisément sur le score de 30 à rien, grâce notamment à quatre touchdowns de Paul Braisaz (x2) et de Bobby Mikelberg (x2). Victorieux par la suite en Autriche des Devils de Hohenems (17-15), Paul Braisaz et ses coéquipiers assurent leur qualification pour les demi-finales de l’EFAF Cup,. Le rêve européen des Centaures prend fin en demi-finale, le samedi 16 juin dans la ville portuaire de Vejle au Danemark. Après un périple de neuf heures en avion et en bus via la ville de Francfort, les Grenoblois s’inclinent face aux locaux du Triangle Razorbacks (36-20).
Après deux années fastes (vice-champion de France en 2011 et demi-finaliste de Coupe d’Europe en 2012), la saison 2013 s'apparente un peu à un saut dans l'inconnu. Les Centaures ont perdu plusieurs joueurs internationaux dont les emblématiques receveurs Anthony Dablé et Paul Braisaz partis respectivement en Allemagne et au Canada, mais également Jordan Dablé (DE), Medhi Bekheira et Fathi Caliskan (DL). L'équipe jeune et inexpérimentée dirigée par l'entraîneur principal américain Jarvis McGarrah (ex- Aigles de Chambéry) est reléguée en deuxième division. La saison aura été compliquée à cause notamment de la blessure de l'import américain Zack Allen (receveur) malgré la présence de l’américain Caleb McCoy (linebacker) et du québécois Billy Lemoine (D-line).
La saison 2014 voit des Centaures jouer les premiers rôles dans la poule sud de la seconde division L'équipe est dirigée par Franck Torelli et se compose notamment de Loïc Caruso (quarterback international), des receveurs Thomas Fonné et Hugo Allamano, du linebacker Caleb McCoy et du DB Félix Fourreau. Ils manquent cependant les séries éliminatoires, battus lors du match décisif par les Cannoniers de Toulon.
Le club va rester en Division 2 jusqu'au terme de la saison 2018. Avec une saison régulière avec 6 victoires, 1 nul et 3 défaites, ils remportent la Poule B de la Conférence Sud. Qualifiés pour les séries éliminatoires, ils remportent la demi-finale et la finale de conférence Sud mais doivent s'incliner en finale de Division 2 contre les Spartiates d'Amiens. Ces bons résultats permettent au club de retrouver la Division Elite du championnat de France de football américain pour la saison 2019. Ils disputent les séries éliminatoires dès 2019, mais s'inclinent chez les Spartiates d'Amiens dès le tour de WIldcard.

### Champion de France de D2 (2024)
Les Centaures sont champion de France de D2 en 2024 et remontent en D1 (Élite).

## Bilan saison par saison
| Saison | Division - Pl. / Cf.   | S. Rég.   | Séries éliminatoires | Entraîneurs | Joueurs principaux |
| ------ | ---------------------- | --------- | --- | --- | --- |
| 2025   | D2 - Conférence Sud    | En cours  | | | |
| 2024   | D2 - Conference Sud    | 1ere      | - Champions Conférence Sud - Champions de France - - Finale : Centaures 28-13 Diable Rouges - 1/2 Finale : Centaures 14-10 Servals - 1/4 Finale : Centaures 35-0 Myrmidons                  | - David Gould (CAN) - Miles Richardson (USA) - Frédéric Miolane - Salim Berrada - Karen Gould (CAN) - Jonah Williams (CAN)                         | |
| 2023   | D1 - Conférence Sud    | 6eme      | | - David Gould (CAN) - Tanner Marsh - Frédéric Miolane - Karen Gould (CAN) - Nicolas Eitenschenk                                                    | |
| 2022   | D1 - Conférence Sud    | 5eme      | | - Charles Torno - Benjamin Leger - Frédéric Miolane - Michael Bellamy - Franck Torrelli                                                            | |
| 2021   | D1 - Conférence Sud    | COVID-19  | | - David Gould (CAN) - Charles Torno - Frédéric Miolane - Michael Bellamy - Karen Gould (CAN)                                                       | |
| 2020   | D1 - Conférence Sud    | COVID-19  | | - David Gould (CAN) - Frantz Clarkson (CAN) - Frédéric Miolane - Erin Craig (CAN) - Karen Gould (CAN)                                              | |
| 2019   | D1 - Conférence Sud    | 3eme      | - Playoffs Wildcard: Défaite - Spartiates 45-7 Centaures | - David Gould (CAN) - Frantz Clarkson (CAN) - Frédéric Miolane - Erin Craig (CAN) - Karen Gould (CAN) - Nicolas Eitenschenk                        | |
| 2018   | D2 - Poule Sud B       | 1er       | - Champions Conférence Sud - Vice-Champions de France - Promus en élite - Finale : Spartiates 35-19 Centaures - 1/2 Finale : Hurricanes 28-48 Centaures - 1/4 Finale : Centaures 63-37 Ours | - David Gould (CAN) - Benjamin Léger - Frédéric Miolane - Richard Lévêque - Salim Berrada - Nicolas Eitenschenk - Félix Fourreau - Stéphane Lavech | - Loïc Caruso - Vetea Charrière - Max Zardo - Felix Fourreau - Salim Berrada - Benjamin Nolette (CAN) - Dexter Brown (CAN) - Thomas Rizzi - Richard Eusebe - Teddy Colamonico - Celil Tartik - Emmanuel André |
| 2017   | D2 - Poule Sud B       | 2e        | - Victoire 21-14 en demi-finale de Conférence Sud @ Ours de Toulouse - Défaite 41-7 en finale de Conférence Sud @ Blue Stars de Marseille                                                   | - David Gould (CAN) - Benjamin Léger | - Loïc Caruso - Max Zardo - Vetea Charrière |
| 2016   | D2 - Poule Sud A       | 3e        | non qualifié | - Franck Torelli - Paul Braisaz - Benjamin Léger                                                                                                   | - Loïc Caruso - Max Zardo - Vetea Charrière |
| 2015   | D2 - Poule Sud         | 2e        | Défaite 22-15 en demi-finale de Conférence Sud @ Kangourous de Pessac (Bordeaux) | - Franck Torelli - Benjamin Léger - Philippe Erbs                                                                                                  | - Loïc Caruso - Hugo Allamano - Alexis Stropiano - Caleb Mc Coy |
| 2014   | D2 - Poule Sud         | 2e        | non qualifié | - Franck Torelli (HC) - Benoit Jacquin - Philippe Erbs - Benjamin Léger                                                                            | - Loïc Caruso - Hugo Allamano - Alexis Stropiano - Caleb Mc Coy |
| 2013   | D1 - Élite             | 9e        | non qualifié rétrogradé en Casque d'Or | - Jarvis McGarrah (États-Unis) | - Loïc Caruso - Hugo Allamano - Alexis Stropiano - Caleb Mc Coy |
| 2012   | D1 - Élite             | 6e        | non qualifié | - Franck Torelli | - Bobby Mickelberg - Louis Lafrenière-Dupont - Paul Braisaz - Anthony Dablé - Jordan Dablé - Alexis Stropiano - Medhi Bekheira - Fatih Caliskan                                                               |
| 2011   | D1 - Élite             | 2e        | - Défaite en finale du Casque de Diamant - Finale : Flash 45-27 Centaures | - Franck Torelli | - Charles-Antoine Sinotte - Anthony Lucka - Paul Braisaz - Anthony Dablé - Jordan Dablé - Alexis Stropiano - Thomas Mimouni - Medhi Bekheira - Fatih Caliskan                                                 |
| 2010   | D2 - Poule Sud         | 2e        | - Défaite en finale du Casque d'or - Finale : Molosses 27-24 Centaures | - Franck Lazaro | - Paul Braisaz - Anthony Dablé - Jordan Dablé - Alexis Stropiano - Thomas Mimouni - Medhi Bekheira - Fatih Caliskan                                                                                           |
| 2009   | D2 - Poule Sud         | 2e        | - Défaite en finale de la Conférence Sud - 1/2 Finale : Centurions 14-07 Centaures | - Franck Lazaro | |
| 2008   | D2 - Poule Sud         | 5e        | non qualifié | - Franck Lazaro | |
| 2007   | D2 - Poule Sud         | 5e        | non qualifié | - Patrick Papineau (Can) | |
| 2006   | D2 - Poule Sud         | 5e        | non qualifié | | |
| 2005   | D2 - Poule Sud         | 3e        | non qualifié | - Laurent Ferrando | |
| 2004   | D3 - Sud Poule C       | Champion  | - Finale: Centaures 28-14 Mousquetaires - 1/2 Finale:Centaures 41-18 Giants - 1/4 Finale:Ours 12-34 Centaures - 1/8 Finale:Centaures 29-6 Canonniers                                        | - Alexis Charpentier, WR, univ. Concordia (Can) | |
| 2003   | D3 - Sud Poule C       | 2e        | - 1/2 Finale : Mustangs 20-14 Centaures - 1/4 Finale : Centurions 36-43 Centaures - 1/8 Finale : Cathares 7-44 Centaures                                                                    | - Philippe Lamarre, univ. Laval (Can) | |
| 2002   | D2 - Poule Rhône-Alpes | 4e        | non qualifié rétrogradé en Casque d'Argent | - Franck Lazaro | |
| 2001   | D2 - Poule Rhône-Alpes | 4e        | non qualifié | - Eric Meyer - Eddy Périssat | |
| 2000   | D2 - Sud Poule C       | 3e        | - 1/2 Finale Conférence : Iron Mask 41-0 Centaures - 1/4 Finale Conférence : Comètes 6-8 Centaures                                                                                          | - Eddy Périssat | |
| 1998   | D1 - Poule Sud         | 6e        | non qualifié | - Eddy Périssat - Frank Lazaro | |
| 1997   | D2 - Poule D           | 2e        | - Finale : Spartiates 39-13 Centaures - 1/2 Finale : Falcons 18-34 Centaures - 1/4 Finale : Orcs 6-26 Centaures - 1/8 Finale : Centaures 31-12 Servals                                      | - Dominic Lague (Can) | |
| 1995   | D1 - Élite             | 7e        | non qualifié | - Mark Chmielinski, univ. Pennsylvannie (États-Unis) - Laurent Ferrando - Eric Meyer - Nicolas Tomasini - Jamel Zemma                              | - Mike Neu - Greg Pedden - Sebastien Sellam - Jérôme Tempier - Pierre Rudy - Stéphane Pollier - Jean-Michel Torres - Alex Ronco - Frederic Gatto                                                              |
| 1994   | D2 - Poule A           | 5e        | non qualifié | - Mike Caron (Can) WR/DB/KR, univ Mount Allison | - Richard Foley - T.J. Donahue TE/LB univ Colgate Redraiders - Tom Nakane QB univ. Washington Huskies |
| 1993   | D2 - Poule A           | 5e        | non qualifié | - François Trudel (Can) QB univ. Concordia Montréal                                                                                                | - Richard Foley DB/WR Washington Redskins - Mark Broderick LB, univ Cornell (États-Unis) |
| 1992   | D2                     | 8e        | non qualifié | - Jeff Sims (Can) - Denis Piché (Can) | - David Earl |
| 1991   | D2 - Poule B           | 2e        | - Barrage : Victoire vs Spartacus - 1/4 Finale : Centaures 12-26 Sphinx - 1/8 Finale : Centaures 15-13 Jets                                                                                 | - Ross Lemke - Reginald Sorel (Can) | - Jeff Sims (Can) - Denis Piché (Can) |
| 1990   | D2 - Poule B           | 5e        | non qualifié | - André Parent - Alain Delorme (Can) | - Sylvain Breton |
| 1989   | D2 - Poule A           | 3e        | non qualifié | | |
| 1988   | D3 - Poule D           | Champions | - Finale: Ours 6-7 Centaures - 1/2 Finale : Centaures 19-14 Rams - 1/4 Finale : Centaures 40-0 Fighters                                                                                     | - Max Gordon-Lee - Dave Wachter - Andrew Greene (États-Unis)                                                                                       | |
| 1987   | D3 - Poule Sud         | 3e        | - 1/4 Finale : Argonautes 40-14 Centaures | | |
| 1986   | D3 - Poule Sud         | 4e        | non qualifié | | |

## Présidents
Le tableau suivant établit la liste des présidents qui ont dirigé le club.
| Rang | Nom                     | Période         |
| ---- | ----------------------- | --------------- |
| 1    | Laurent Lambert         | 1984 - 1990     |
| 2    | René Billères           | 1990 -1991      |
| 3    | Jean Melmont            | 1991 - 1994     |
| 4    | Christiane Papagalli    | 1994 - 1996     |
| 5    | Laurent Lambert         | 1996 - 1998     |
| 6    | Thierry Rouvier         | 1998 - 2001     |
| 7    | Jean-Alain Boucard      | 2001 - 2004     |
| 8    | Jean-Claude Baynaud     | 2004 - 2007     |
| 9    | Jacques Braisaz-Latille | 2007 - 2008     |
| 10   | David Dumas             | 2008 - 2010     |
| 11   | Cédric Essermeant       | 2010 - 2012     |
| 12   | Franck Torelli          | 2012            |
| 13   | David Dumas             | 2012 - 2015     |
| 14   | Laurent Lambert         | 2015 - 2024     |
| 14   | Rukiye Tartik           | 2024 - en cours |

## Identité visuelle (logos)

## Joueurs emblématiques
- Philippe Gardent
- Thibault Giroud
- Charles-Antoine Sinotte[11]
- Anthony Lucka
- Paul Braisaz
- Anthony Dablé
- Jordan Dablé
- Alexis Stropiano
- Loïc Caruso
- Max Durand-Gasselin
- Thomas Minouni
- Caleb McCoy[12]
- Zack Allen
- Louis Lafreniere-Dupont
- Bobby Mikelberg
- Billy Lemoine
- Jonah Williams
- Miles Richardson